# Libre parcours moyen inélastique (électrons)
Le libre parcours moyen inélastique (en anglais : inelastic mean free path, ou IMFP) des électrons est une mesure de la distance moyenne qu'un électron parcourt à travers un solide avant de perdre de l'énergie.

Courbe universelle pour le libre parcours moyen inélastique des électrons dans les éléments, basée sur l'équation (5).

Si un faisceau primaire monochromatique d'électrons d'énergie {\displaystyle E} arrive sur une surface solide, la majorité des électrons incidents perdent leur énergie car ils interagissent fortement avec la matière, conduisant à une excitation du plasmon, à la formation de paires électron-trou et à une excitation vibratoire. L'intensité {\displaystyle I_{0}} du faisceau primaire est atténuée en fonction de la distance {\displaystyle d}, parcourue dans le solide. La décroissance de l’intensité peut s'exprimée comme suit :
{\displaystyle I(d)=I_{0}\ e^{-d\ /\lambda (E)},}
où {\displaystyle I(d)} est l'intensité du faisceau d'électrons primaires après avoir traversé le solide jusqu'à une profondeur {\displaystyle d} depuis la surface. Le paramètre {\displaystyle \lambda (E)} s'appelle le libre parcours moyen inélastique (en anglais : inelastic mean free path, ou IMFP). Il est défini comme la distance qu'un faisceau d'électrons parcourt avant que son intensité ne soit divisée par e (la base des logarithmes naturels). Cette équation est étroitement liée à la loi de Beer-Lambert. Notons que les électrons éliminés du faisceau n'ont pas forcément disparu, la plupart ont juste perdu de l’énergie et ont été déviés de leur trajectoire initiale par diffusion inélastique.
L'IMFP des électrons en fonction de leur énergie peut être décrit approximativement par une courbe universelle qui est la même pour tous les matériaux,.
La connaissance de l'IMFP est indispensable pour certaines mesures en spectroscopie électronique et en microscopie électronique.

## Applications
L'IMFP est utilisé en spectrométrie photoélectronique X pour calculer la longueur d'atténuation effective, la profondeur d'échappement moyenne et la profondeur d'information. Il est en outre utilisé pour effectuer des corrections matricielles du facteur de sensibilité relative dans l'analyse quantitative des surfaces. De plus, il est un paramètre important pour les simulations Monte Carlo du transport des photoélectrons dans la matière.

## Détermination de l'IMFP
Les déterminations de la valeur de l'IMFP sont principalement basées sur l'algorithme FPA (de l'anglais full Penn algorithm) développé par Penn, sur des constantes optiques expérimentales ou sur des données optiques calculées (pour les composés chimiques). Le FPA considère un événement de diffusion inélastique et la dépendance de la fonction de perte d'énergie avec le transfert de quantité de mouvement qui décrit la probabilité de diffusion inélastique en fonction du transfert de quantité de mouvement.

## Mesures expérimentales de l'IMFP
Pour mesurer l'IMFP, une méthode bien connue est la spectroscopie du pic élastique (en anglais : elastic-peak electron spectroscopy, ou EPES),. Cette méthode mesure l’intensité des électrons rétrodiffusés élastiquement, avec une certaine énergie et dans une certaine direction, depuis un échantillon de matériau. En appliquant une technique similaire à des matériaux pour lesquels l'IMFP est connu, les mesures sont comparées aux résultats des simulations Monte Carlo dans les mêmes conditions. Ainsi, on obtient l'IMFP d'un certain matériau pour un certain spectre d'énergie. Les mesures EPES montrent une différence de la moyenne quadratique de 12 % à 17 % par rapport aux valeurs théoriques attendues. Les résultats calculés et expérimentaux montrent un meilleurs accord aux énergies les plus élevées.
Pour des électron ayant des énergies comprises entre 30 keV et 1 MeV, l'IMFP peut être directement mesurée par spectroscopie de perte d'énergie des électrons à l'intérieur d'un microscope électronique en transmission, à condition que l'épaisseur de l'échantillon soit connue. De telles expériences révèlent que l'IMFP dans les solides élémentaires n'est pas une fonction lisse, mais une fonction oscillante du numéro atomique.
Pour des énergies inférieures à 100 eV, l'IMFP peut être évalué en utilisant des expériences mesurant le rendement des électrons secondaires (en anglais secondary electron yield, ou SEY) à haute énergie. Pour cela, l'analyse du SEY est faite pour des énergies incidentes arbitraires comprises entre 0,1 keV et 10 keV. Ces expériences montrent qu'il est possible d'utiliser une méthode de Monte Carlo pour simuler les SEY et déterminer l'IMFP en dessous de 100 eV.

## Formules prédictives
En utilisant le formalisme diélectrique, l'IMFP {\displaystyle \lambda } peut être calculé en résolvant l’intégrale suivante :

| {\displaystyle \lambda ^{-1}={\frac {1}{\pi E}}\int _{\omega _{\mathrm {min} }}^{\omega _{\mathrm {max} }}\,d\omega \int _{k_{-}}^{k_{+}}\mathrm {Im} \left({\frac {-1}{\epsilon (k,\omega )}}\right)\,{\frac {dk}{k}}} | \| \| \| \| \| \| \| \| | (1) |
| |                         |     |
| |                         |     |
Dans cette expression, {\displaystyle \omega _{\mathrm {min} }} et {\displaystyle \omega _{\mathrm {max} }} sont respectivement la perte d'énergie minimale et la perte d'énergie maximale, {\displaystyle \epsilon } est la permittivité diélectrique, {\displaystyle \mathrm {Im} ({\frac {-1}{\epsilon (k,\omega )}})} est la fonction de perte d'énergie et {\displaystyle k_{\pm }={\sqrt {2E}}\pm {\sqrt {2(E-\omega )}}} sont le plus petit et le plus grand transfert de quantité de mouvement. En général, cette intégrale est difficile à résoudre et elle n'est utilisée que pour des énergies supérieures à 100 eV. En conséquence, des formules semi-empiriques ont été introduites pour déterminer l'IMFP.
Une première approche consiste à calculer l'IMFP à l'aide d'une forme approximative de la formule relativiste de Bethe pour la diffusion inélastique des électrons dans la matière,. L'équation suivante est valable pour les énergies comprises entre 50 eV et 200 keV :

| {\displaystyle \lambda ^{-1}={\frac {\alpha (E)E}{E_{p}^{2}(\beta \ln {(\gamma \alpha (E)E)-(C/E)+(D/E)^{2}})}},} | \| \| \| \| \| \| \| \| | (2) |
| |                         |     |
| |                         |     |
avec
{\displaystyle \alpha (E)={\frac {1+{\frac {E}{2m_{e}c^{2}}}}{1+{\frac {E}{m_{e}c^{2}}}}}={\frac {1+{\frac {E}{1021}}999.8}{(1+{\frac {E}{510}}998.9)^{2}}}}
et
{\displaystyle E_{p}=28.816\left({\frac {N_{\nu }\rho }{M}}\right)^{0.5}(\mathrm {eV} ),}
où {\displaystyle E} (en eV) est l'énergie des électrons au-dessus du niveau de Fermi (pour les conducteurs) ou au-dessus du bas de la bande de conduction (pour les non-conducteurs), {\displaystyle m_{e}} est la masse de l'électron, {\displaystyle c} est la vitesse de la lumière dans le vide, {\displaystyle N_{\nu }} est le nombre d'électrons de valence par atome ou par molécule, {\displaystyle \rho } décrit la densité (en {\displaystyle g/cm^{3}} ), {\displaystyle M} est la masse atomique ou moléculaire et {\displaystyle \beta }, {\displaystyle \gamma }, {\displaystyle C} et {\displaystyle D} sont des paramètres déterminés plus loin. L'équation (2) permet de calculer l'IMFP et sa relation avec l'énergie de l'électron dans la matière condensée.
L'équation (2) a été développée plus en détails, pour calculer les paramètres {\displaystyle \beta }, {\displaystyle \gamma }, {\displaystyle C} et {\displaystyle D} pour les énergies comprises entre 50 eV et 2 keV. On obtient :

| - {\displaystyle \beta =-1.0+9.44/(E_{p}^{2}+E_{g}^{2})^{0.5}+0.69\rho ^{0.1}(\mathrm {eV^{-1}} \mathrm {nm^{-1}} )} | \| \| \| \| \| \| \| \| | (3) |
| |                         |     |
| |                         |     |
- {\displaystyle \gamma =0.191\rho ^{-0.5}(\mathrm {eV^{-1}} )}
- {\displaystyle C=19.7-9.1U(\mathrm {nm^{-1}} )}
- {\displaystyle D=534-208U(\mathrm {eV} \mathrm {nm^{-1}} )}
- {\displaystyle U={\frac {N_{\nu }\rho }{M}}=(E_{p}/28.816)^{2}.}

Dans ces expressions, l'énergie {\displaystyle E_{g}} de la bande interdite est donné en eV. Les équations (2) et (3) sont connues sous le nom d'équations TTP-2M et sont valables pour des énergies comprises entre 50 eV et 200 keV. En négligeant quelques matériaux (diamant, graphite, Cs, c-BN et h-BN) qui ne suivent pas ces expressions en raison d'un écart sur {\displaystyle \beta }), les équations TTP-2M sont en accord précis avec les mesures.
Une autre approche basée sur l'équation (2) pour déterminer la valeur de l'IMFP est la formule S1,, qui s'applique pour des énergies comprises entre 100 eV et 10 keV :
{\displaystyle \lambda ^{-1}={\frac {(4+0.44Z^{0.5}+0.104E^{0.872})a^{1.7}}{Z^{0.3}(1-W)}},}
où {\displaystyle Z} est le numéro atomique (numéro atomique moyen dans le cas d'un composé), {\displaystyle W=0.06H} ou {\displaystyle W=0.02E_{g}} ({\displaystyle H} est la chaleur de formation du composé en eV par atome) et {\displaystyle a} est la distance moyenne entre les atomes, que l'on calcule par :
{\displaystyle a^{3}={\frac {10^{21}M}{\rho N_{A}(g+h)}}(\mathrm {nm^{3}} ),}
où {\displaystyle N_{A}} est le nombre d'Avogadro et {\displaystyle g} et {\displaystyle h} sont les coefficients stœchiométriques décrivant les composés binaires {\displaystyle G_{g}H_{h}}. Dans ce cas, le numéro atomique devient :
{\displaystyle Z={\frac {gZ_{g}+hZ_{h}}{g+h}},}
où {\displaystyle Z_{g}} et {\displaystyle Z_{h}} sont les numéros atomiques des deux constituants. La formule S1 est en meilleur accord avec les mesures que l'équation (2).
Le calcul de l'IMFP en utilisant la formule TTP-2M ou la formule S1 nécessite la connaissance de différents paramètres. La formule TTP-2M demande de connaître {\displaystyle M}, {\displaystyle \rho } et {\displaystyle N_{\nu }} pour les matériaux conducteurs, ainsi que {\displaystyle E_{g}} pour les matériaux non-conducteurs. La formule S1 nécessite le numéro atomique {\displaystyle Z} (numéro atomique moyen dans le cas des composés), {\displaystyle M} et {\displaystyle \rho } pour les matériaux conducteurs. Si l’on considère des matériaux non conducteurs, il faut également connaître soit {\displaystyle E_{g}} soit {\displaystyle H}.
Une formule analytique pour calculer l'IMFP jusqu'à des énergies aussi petites que 50 eV a été proposée en 2021. Pour se faire, un terme exponentiel a été ajouté à une formule analytique déjà dérivée de l'expression (1) qui était applicable pour des énergies au-dessus de 500 eV :

| {\displaystyle \lambda ^{-1}={\frac {1}{2\pi a_{0}E}}\left(A\ln {\frac {4E}{I}}-{\frac {7C}{4E}}(1-\exp {(-AE/2C)})\right).} | \| \| \| \| \| \| \| \| | (4) |
| |                         |     |
| |                         |     |
Pour des électrons relativistes, on obtient :

| {\displaystyle \lambda ^{-1}={\frac {1}{\pi a_{0}v^{2}}}\left(A\ln {\frac {2v^{2}}{I}}-{\frac {7C}{2v^{2}}}(1-\exp {(-Av^{2}/4C)})\right),} | \| \| \| \| \| \| \| \| | (5) |
| |                         |     |
| |                         |     |
où la vitesse des électrons {\displaystyle v} est donnée par {\displaystyle v^{2}=c^{2}\tau (\tau +2)/(\tau +1)^{2}} avec {\displaystyle \tau =E/c^{2}} et {\displaystyle c} est la vitesse de la lumière. Dans cette expression, {\displaystyle \lambda } et {\displaystyle a_{0}} sont exprimés en nanomètres. Les constantes intervenant dans les expressions (4) et 5) sont définies par :
- {\displaystyle A=\int _{0}^{\infty }\mathrm {Im} \left({\frac {-1}{\epsilon (\omega )}}\right)\,d\omega }
- {\displaystyle A\ln {(I)}=\int _{0}^{\infty }\mathrm {Im} \left({\frac {-1}{\epsilon (\omega )}}\right)\ln {(\omega )}\,d\omega }
- {\displaystyle C=\int _{0}^{\infty }\mathrm {Im} \left({\frac {-1}{\epsilon (\omega )}}\right)\omega \,d\omega }

## Données relatives à l'IMFP
Les données relatives à l'IMFP peuvent être collectées à partir de la base de données Electron Inelastic-Mean-Free-Path de l'Institut national des normes et de la technologie (en anglais : National Institute of Standards and Technology, ou NIST) des États-Unis ou de la base de données NIST pour la simulation des spectres électroniques pour l'analyse des surfaces (en anglais : simulation of electron spectra for surface analysis, ou SESSA). Les données contiennent les IMFP déterminés par EPES pour des énergies inférieures à 2 keV. Sinon, les IMFP peuvent être déterminés à partir de la formule TPP-2M ou S1.

## Voir également
- Loi de Beer-Lambert
- Diffusion des ondes